# Castillo de San Marcos
Het Castillo de San Marcos is het oudste stenen fort van de Verenigde Staten en is het enige zeventiende-eeuwse militair gebouw van het land. Het fort is gelegen in de plaats St. Augustine in de staat Florida.

## Geschiedenis
In 1513 werd het huidige Florida voor de Spanjaarden toegeëigend door de ontdekkingsreiziger Juan Ponce de León. De plaats St. Augustine werd in 1565 gesticht door Pedro Menéndez de Avilés als basis voor zijn militaire campagnes tegen de Fransen in het gebied. In de zeventiende eeuw werd St. Augustine enkele malen geplunderd door Engelse piraten en door deze dreiging was de bouw van een stenen fortificatie bij de havenplaats noodzakelijk. Er werd begonnen met de bouw van het fort in 1672 in de vorm van een gebastioneerd vestingstelsel en de bouw stond onder leiding van Ignacio Daza. De bouw werd voltooid in 1695.
In 1702 werd het fort voor de allereerste keer belegerd door de Britten tijdens de Spaanse Successieoorlog. Het Castillo de San Marcos wist het vijftig dagen durende beleg te doorstaan. Ter versterking van de stad St. Augustine werd deze vervolgens voorzien van een eigen stadsmuur, maar de Matanzas Baai was grotendeels nog niet versterkt toen de Britten in 1740 een tweede belegering op het fort startten. Ditmaal duurde het beleg 27 dagen, maar ook deze was niet succesvol voor de belegeraars.
Na de Zevenjarige Oorlog werd het kasteel in 1763 overgedragen aan de Britten die het tot 1783 in handen zouden houden. In dat jaar kreeg Spanje Florida terug van de Britten. Castillo de San Marcos bleef tot 1821 in het bezit van de Spanjaarden toen Florida werd verkocht aan de Verenigde Staten. De Amerikanen gaven het fort een nieuwe naam: Fort Marion. Na de Seminole-oorlogen werden er Seminoles in het fort gevangengezet. Tijdens de Amerikaanse Burgeroorlog was het fort tijdelijk in het bezit van de Geconfedereerde Staten van Amerika. Het fort werd voor het laatst in een militaire functie gebruikt tijdens de Spaans-Amerikaanse Oorlog toen het een militaire gevangenis was.

## Constructie
Het Castillo de San Marcos is gebouwd van coquina, een kalksteen die afkomstig is van het naburige eiland Anastasia Island. Het midden van het fort wordt gevormd door een vierkant van zestig vierkante meter met op elke hoek een bastion. De borstwering is voorzien van 64 kanonnen. De toegang tot het fort werd verkregen door een hangbrug over een gracht heen waarbij de poort was voorzien van een valhek. Daarnaast werd de toegang tot het Castillo de San Marcos beschermd door een ravelijn.

## Galerij

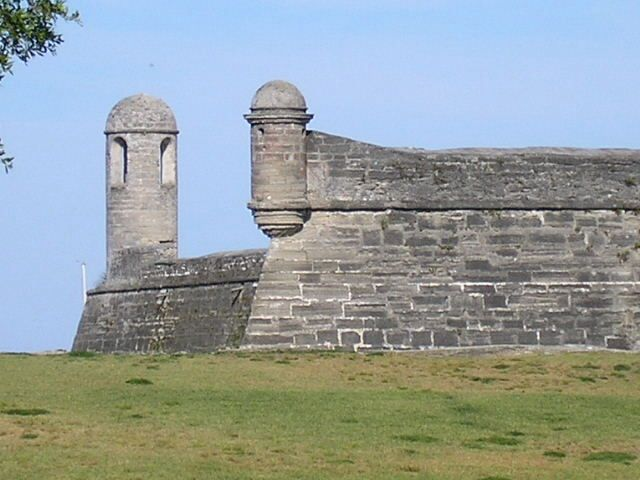
Uitkijktoren van het fort aan de Atlantische kust
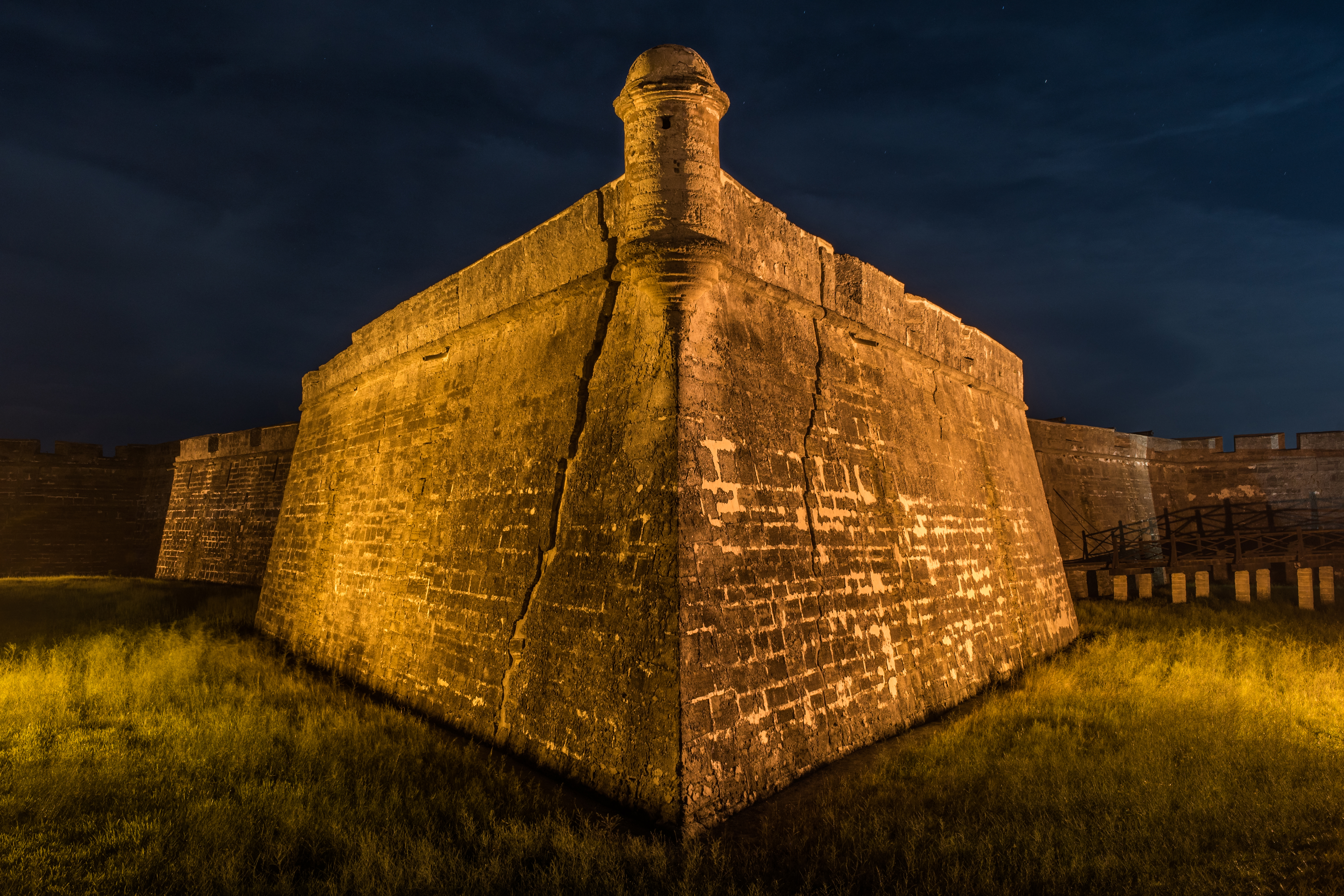
Het bastion van San Pablo
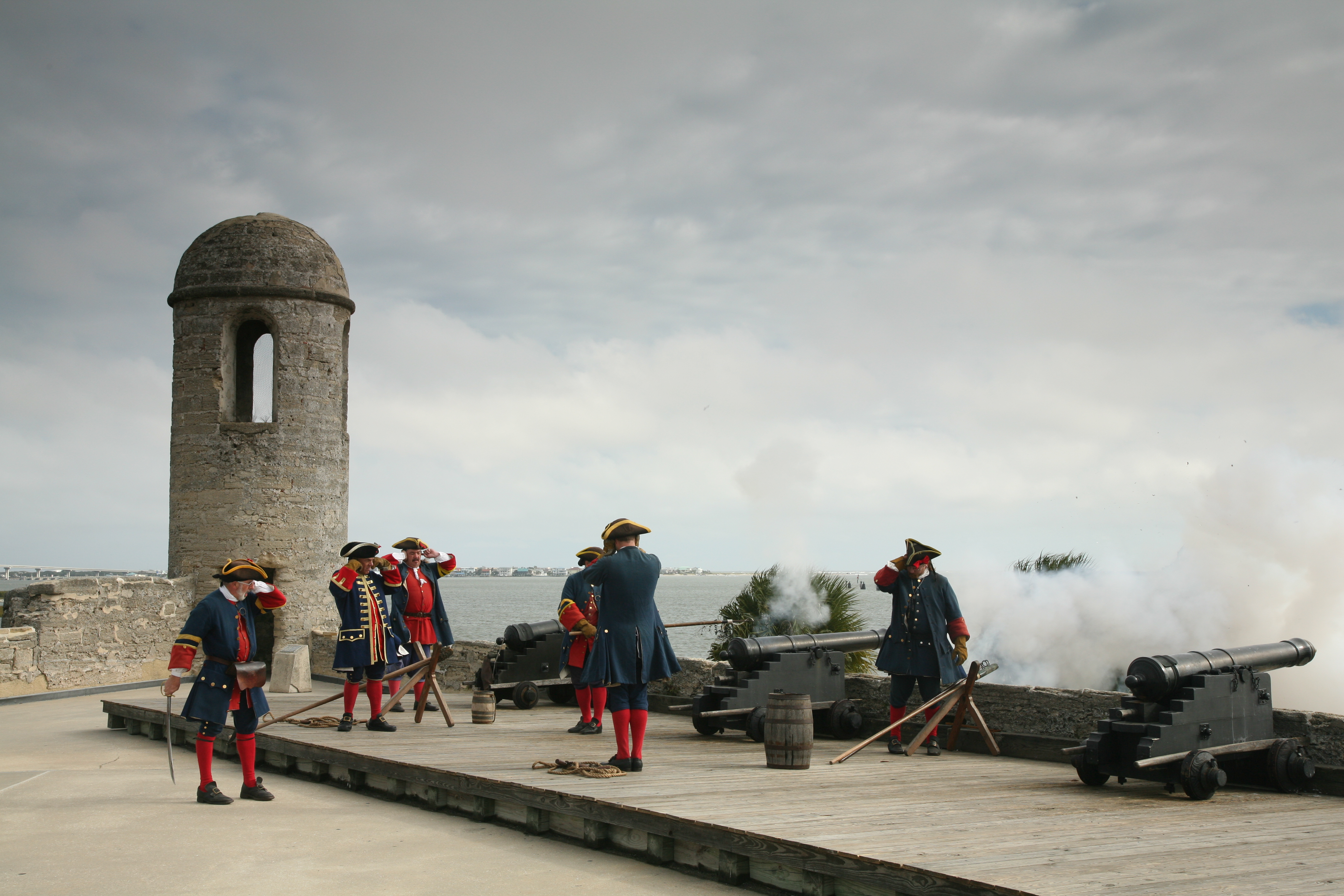
Een re-enactment van Spaanse soldaten die kanonnen afvuren
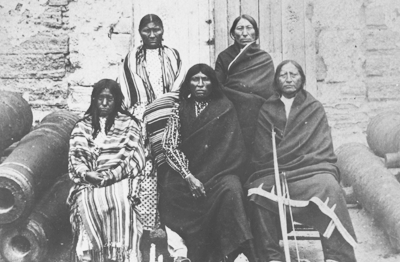
Apachen tijdens hun gevangenschap